# セサル・エドゥアルド・ゴンサレス
セサル・エドゥアルド・ゴンサレス・アマイス（César Eduardo González Amais, 1982年10月1日 - ）は、ベネズエラ出身の同国代表サッカー選手。デポルティーボ・ラ・グアイラFC所属。ポジションはミッドフィールダー。

## 経歴
2017年1月より、デポルティーボ・ラ・グアイラFCに加入することが発表された。

## タイトル
デポルティーボ・カリ
- カテゴリア・プリメーラA : 2005

カラカス
- ベネズエラ・プリメーラ・ディビシオン : 2006, 2007